# 3065 Sarahill
3065 Sarahill este un asteroid din centura principală, descoperit pe 8 februarie 1984 de Edward Bowell.